# Ghetto Tarnów

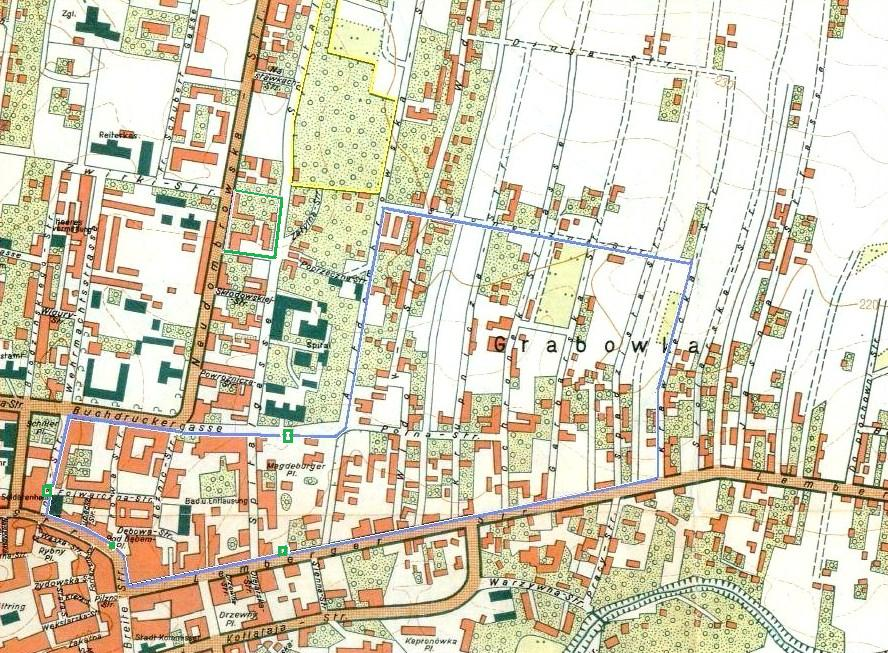
Ghetto Tarnów

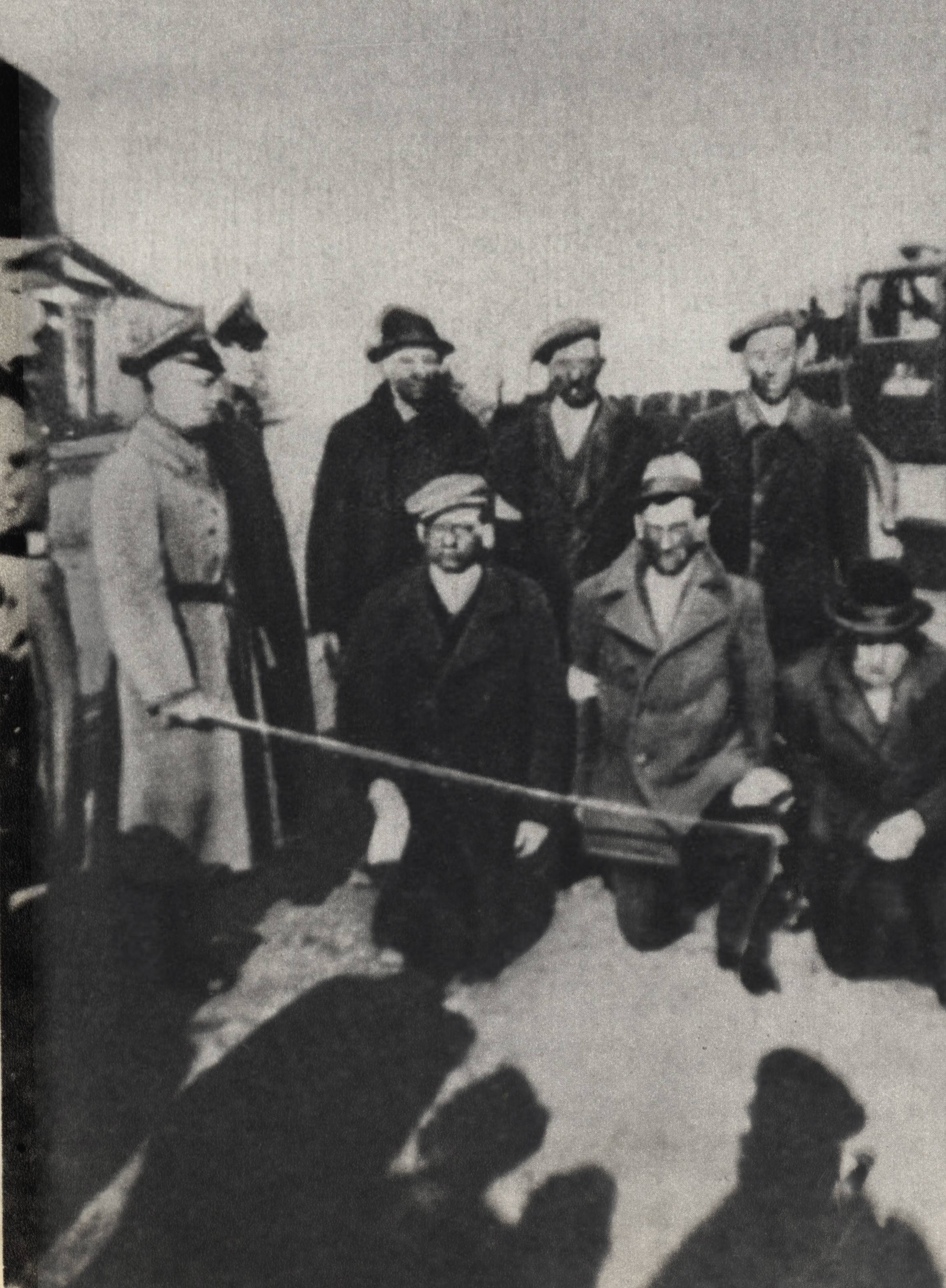
Misshandlung der Einwohner im Ghetto Tarnów

Das Ghetto Tarnów im Distrikt Warschau des Generalgouvernements wurde im Juni 1942 als abgeschlossener Bezirk mit rund 16.000 Juden eingerichtet. Es wurde Ende November 1942 in zwei Bereiche aufgeteilt, von denen einer als Zwangsarbeitslager Tarnów geführt wurde, während der andere Teil mit nichtarbeitenden Juden und Kindern weiterhin der Sicherheitspolizei unterstand. Ab September 1943 begann die Auflösung des Ghettos, das im Februar 1944 endgültig liquidiert wurde.

## Vor Errichtung des Ghettos
Als die deutsche Wehrmacht am 8. September 1939 die Stadt Tarnów besetzte, flohen viele der 25.000 jüdischen Einwohner ostwärts, andererseits kamen aus dem Westen vertriebene und geflohene Flüchtlinge hinzu. Für das Jahr 1942 gehen neuere Forschungen von 30.000 Juden in Tarnów aus.
Von Beginn der Besetzung an wurden viele Juden zur Zwangsarbeit herangezogen, wozu im September 1939 ein Judenrat eingesetzt wurde. Im Frühjahr 1940 mussten Juden ihre Wertsachen abliefern und ein Bußgeld aufbringen; sie mussten ferner in bestimmten Straßen ihre Wohnungen räumen und in den designierten Ghettobereich umziehen. Die Gestapo fahndete nach Flüchtlingen, die sich unangemeldet in der Stadt aufhielten; im Dezember 1941 wurden mehrere von ihnen erschossen.
Am 11. Juni 1942 begann die Sicherheitspolizei eine Aktion, die am 15. Juni fortgesetzt wurde und bei der bis zu 4000 Juden auf den Straßen und auf dem jüdischen Friedhof oder dem nahegelegenen Waldgebiet Zbylitowska Gora erschossen und 8000 weitere Opfer ins Vernichtungslager Belzec verschleppt wurden.

## "Rassentheoretische" Untersuchungen
1942 führten die beiden NS-Anthropologinnen Dora Kahlich-Könner und Elfriede Fliethmann sog. "rassentheoretische" Untersuchungen an Familien aus der jüdischen Bevölkerung der Stadt durch. "Ziel der Wiener Forscherinnen war, die jüdischen Bürgerinnen der Stadt zu fotografieren und anthropologisch zu vermessen, um die Ergebnisse anschließend für den Ausbau einer größeren Rassentheorie zu nutzen – zur besseren Erkennung und Verfolgung von Juden. 2000 Fotos waren so entstanden, von Jüdinnen und Juden kurz vor ihrer Deportation oder Erschießungen auf dem Marktplatz der Stadt. Zu sehen sind Kinder, Frauen, Männer. Es sind serielle Aufnahmen, die die Menschen von vorn, im Profil oder mit dem Kopf im Nacken zeigen." Die Porträtaufnahmen, die der Fotograf Rudolf Dodenhoff aufnahm, entstanden sichtbar unter Androhung von Gewalt.

## Ghetto Tarnów
Am 19. Juni 1942 ordnete die deutsche Zivilverwaltung die Bildung eines geschlossenen Ghettos an. Durch die Konzentration der jüdischen Bevölkerung sollte ihre spätere Deportation erleichtert werden. Anfang Juli 1942 befanden sich 15.828 Personen im Ghetto, dessen Tore vom Jüdischen Ordnungsdienst bewacht wurden.

### Kinderaktion
In einer ersten Aktion mussten sich am 10. September 1942 alle Ghettobewohner auf dem Marktplatz einfinden. Wer keine Bescheinigung seiner Arbeitsfähigkeit vorweisen konnte, wurde in Pferdeställen festgesetzt und zwei Tage später ins Vernichtungslager Belzec deportiert. Dies betraf etwa 7000 Personen, unter ihnen viele Kinder – deshalb bezeichnete die jüdische Bevölkerung dies auch als Kinderaktion.

### Teilung des Lagers
Es waren noch rund 9000 Personen im Ghetto verblieben, in das noch weitere Juden aus dem umliegenden Gebiet verschleppt wurden, sodass sich die Gesamtzahl bis Oktober 1942 leicht erhöhte. Am 15. November 1942 wurden 2500 Ghettoinsassen selektiert und – teils über Reichshof – nach Belzec transportiert und dort ermordet.
Danach wurde das Ghetto in zwei Bereiche aufgeteilt, die durch doppelte Bretterwände voneinander getrennt waren: Ein Lager A mit arbeitenden Männern, Frauen und Jugendlichen ab dem zwölften Lebensjahr und ein Lager B mit Kindern und nichtarbeitenden Personen. Für den zweiten Teil war weiterhin die Sicherheitspolizei der Außenstelle Tarnów zuständig. Ende November 1942 wurde der erste Teil umgewandelt in das Zwangsarbeitslager Tarnów, das dem SS- und Polizeiführer Hermann Blache unterstand. Der Großteil der Arbeitskräfte war außerhalb des Lagers in Betrieben der Textilbranche oder als Sattler, Schuster oder Tischler eingesetzt.

### Auflösung des Ghettos
Bereits Mitte Mai 1943 wurde die Auflösung des Ghettos beschlossen. Der SS-Polizeiführer Julian Scherner beauftragte Amon Göth mit der Liquidierung des Ghettos, die am 2. September 1943 mit einer Selektierung im Zwangsarbeiterlager begann. Nach Schätzungen wurden insgesamt 7000 bis 8000 Ghettobewohner nach Auschwitz-Birkenau verschleppt; 2000 bis 3000 arbeitseinsatzfähige Juden wurden ins KZ Plaszow überführt, 700 Personen ins Arbeitslager Szebnie deportiert und 300 Juden zu Aufräumarbeiten zurückgehalten. Anfang Februar 1944 war das Ghetto endgültig aufgelöst; die Massengräber in der Umgebung wurden im Rahmen der Aktion 1005 geräumt.

## Strafrechtliche Ahndung
„Unbeschreiblich ist auch, dass viele der Verantwortlichen nie Reue gezeigt haben. Die Biografie des Fotografen Rudolf Dodenhoff, der die Juden in Tarnów abgelichtet hatte, ist dafür bezeichnend. Nach dem Krieg stieg er zum nachgefragten Fotoporträtisten auf. Sein Schwerpunkt: norddeutsche Moorlandschaften. Eine Strafe ereilte ihn nie. Stattdessen wurde er 2016 in Osterholz-Scharmbeck mit einer Retrospektive gewürdigt.“
Rechtskräftig verurteilt wurden nach dem Krieg sechs Täter von polnischen Gerichten und vier Täter von deutschen Gerichten. Kein einziger Angehöriger der Zivilverwaltung war darunter; es waren allesamt Angehörige des SS- und Polizeiapparates.